# Жетитобе
Жетитобе (каз. Жетітөбе) — село в Келесском районе Туркестанской области Казахстана. Входит в состав Ошактинского сельского округа. Код КАТО — 515477400.

## Население
В 1999 году население села составляло 1306 человек (664 мужчины и 642 женщины). По данным переписи 2009 года, в селе проживали 943 человека (496 мужчин и 447 женщин).